# Szaułycha
Szaułycha (ukr. Шаулиха) – wieś na Ukrainie, w obwodzie czerkaskim, w rejonie zwinogródzkim (przed 2020 rokiem w rejonie talniwskim). W 2001 roku liczyła 502 mieszkańców.
Przed 1616 rokiem nosiła nazwę Rokoszwar.
Siedziba dawnej gminy Szawulicha w powiecie humańskim na Ukrainie.